# Japonoliriaceae
Japonoliriaceae is een botanische naam, voor een familie van bedektzadigen. Een familie onder deze naam wordt zelden erkend door systemen voor plantentaxonomie, maar wel door het APG-systeem (1998). Aldaar wordt de familie niet in een orde geplaatst.
Ze bestaat dan uit één soort. In het APG II-systeem (2003) wordt deze soort ingevoegd in de familie Petrosaviaceae.